# Morava
Moravia hay Morava (tiếng Séc: Morava; tiếng Đức: Mährenⓘ; tiếng Ba Lan: Morawy; tiếng Latinh: Moravia) là một vùng lịch sử thuộc nước Cộng hòa Séc. Moravia chiếm khoảng một phần ba diện tích của Cộng hòa Séc ngày nay và nằm ở phía đông nam nước này. Morava tiếp giáp với Ba Lan và Silesia thuộc Séc về phía bắc, giáp với Slovakia về phía đông, giáp với bang Niederösterreich của Áo về phía nam và giáp với xứ Čechy về phía tây. Čechy, Morava và Silesia thuộc Séc là 3 phần làm nên một vùng đất mang tên là Vùng đất của người Séc (České země).
Cái tên "Morava" bắt nguồn từ con sông Morava trên lãnh thổ vùng này. Vào thế kỉ 8, Công quốc Morava đã được người Slav thành lập. Vào năm 833, Morava đã xâm chiếm Công quốc Nitra (bây giờ là Slovakia) và nhanh chóng trở thành một nước hùng mạnh tại châu Âu. Lãnh thổ nước này mở rộng nhất dưới thời vua Svatopluk I (871-894). Tuy nhiên những thế kỉ sau đó, Morava ngày càng lệ thuộc vào Čechy. Cả hai quốc gia này cũng rơi vào Đế chế Áo và sau đó nữa là Đế chế Áo-Hung vào thế kỉ 16. Vào năm 1758, trong cuộc Chiến tranh Bảy năm, vua Friedrich II Đại Đế thân chinh kéo quân Phổ đi đánh xứ Morava, để ngăn chặn liên quân Áo - Nga liên kết với nhau. Song, quân Phổ phải rút quân. Năm 1918, Morava trở thành một phần trong Liên bang Tiệp Khắc. Đến năm 1993, khi Tiệp Khắc tách ra thì Morava trở thành một vùng của nước Cộng hòa Séc ngày nay.
Trong Cộng hòa Séc, Morava vẫn giữ những bản sắc văn hóa riêng của mình. Những thành phố lớn nhất xứ này là Brno, Olomouc, Zlín và Ostrava.